# Keith Gill
Keith Patrick Gill, né en 1986, est un analyste financier et investisseur américain connu pour ses publications sur le subreddit r/wallstreetbets,.
Ses analyses de l'action GameStop et les détails de ses gains d'investissement en résultant (publiés sur Reddit sous le nom d'utilisateur DeepFuckingValue et sur YouTube et Twitter sous le nom de Roaring Kitty) sont cités comme un facteur déterminant dans l'affaire GameStop de janvier 2021, et comme une étincelle dans la frénésie qui a suivi. La hausse de la valeur des actions GameStop permet à Gill de transformer un investissement d'environ 50 000 dollars à une valeur de près de 50 millions de dollars à son maximum, le 28 janvier 2021.
Reuters révèle son identité au public le 28 janvier 2021, après une enquête sur des archives publiques et ses publications sur les réseaux sociaux,.
Gill témoigne ensuite dans le cadre d'une audience virtuelle organisée par le US House Financial Services Committee le 18 février dans le cadre d'une discussion sur les causes de la frénésie ayant entouréé GameStop.

## Vie privée
Keith Gill est né le 8 juin 1986 de Steven et Elaine Gill, et grandit à Brockton, Massachusetts. Il est diplômé du Stonehill College en 2009 et détient plusieurs records scolaires en athlétisme. Il est notamment nommé athlète en salle de l'année en 2008 par la US Track & Field and Cross Country Coaches Association après avoir remporté la course de 1 000 mètres aux championnats de la Nouvelle-Angleterre avec un temps de 2:24,73 et enregistré un record personnel de 4:03 dans le mille,.
Il épouse sa femme, Caroline, en 2016 et ils ont un enfant,,.

## Vie professionnelle
Keith Gill est titulaire du diplôme de Chartered Financial Analyst (CFA). Il est un courtier en valeurs mobilières agréé et enregistré auprès de la Financial Industry Regulatory Authority (FINRA) depuis juillet 2012, sans aucune infraction réglementaire divulguée,. Depuis le 26 février 2021, Gill n'est plus un courtier financier enregistré. Le 28 janvier est son dernier jour d'emploi chez MassMutual, après sa démission, et une porte-parole de la FINRA déclare que "l'enregistrement d'une personne est résilié lorsqu'il n'est plus employé par une entreprise enregistrée". Entre 2010 et 2014, il travaille pour un ami de la famille dans une start-up du New Hampshire, travaillant sur un logiciel pour aider les investisseurs à analyser les actions,,.

## Position sur GameStop
En septembre 2019, Keith Gill, sous le nom d'utilisateur « u/DeepFuckingValue », publie sur le subreddit r/wallstreetbets une capture d'écran d'une transaction consistant en une position longue d'environ 53 000 $ dans GameStop. Les publications Reddit et les vidéos YouTube de Gill font valoir par le biais d'analyses fondamentales et techniques que l'action était sous-évaluée. La position est de 50 000 actions et 500 options d'achat. Dans une vidéo YouTube, il note que son argument ne constitue pas un conseil financier, en disant "Je ne fournis pas de conseils d'investissement personnels ni de recommandations d'actions".
Au cours des premiers jours du pic de valorisation fin janvier 2021, des centaines de milliers de personnes téléchargent des applications d'investissement comme Robinhood pour "rejoindre l'action". L'investissement de Gill dans le stock de GameStop (qui a commencé en juin 2019, lorsque le stock était de 5 $ par action) inspire d'autres utilisateurs et lecteurs à investir.
Cet investissement aboutit à l'Affaire GameStop en janvier 2021, supposément la conséquence d'une liquidation forcée des positions courtes (ou short squeeze). Cela entraîne des difficultés financières importantes pour plusieurs fonds spéculatifs et autres investisseurs institutionnels. Le 27 janvier, selon les captures d'écran qu'il a publiées sur Reddit, l'investissement initial de Gill valait près de 48 millions de dollars. Cependant, la valeur du stock continue à fluctuer énormément : il perd 15 millions de dollars en une journée, et lorsque les marchés ferment le 29 janvier, le Wall Street Journal confirme que ses comptes de courtage détiennent 33 millions de dollars. Dans une interview avec le Wall Street Journal, Gill déclare qu'il "n'était pas un agitateur pour s'attaquer à l'establishment, juste quelqu'un qui croit que les investisseurs peuvent trouver de la valeur dans des actions mal aimées".
Après une pause de deux semaines après avoir publié des mises à jour régulières sur sa position, Gill publie une nouvelle capture d'écran sur r/wallstreetbets le 19 février 2021, montrant qu'il avait doublé le nombre d'actions de GameStop qu'il détenait (portant le total à 100 000). Le 16 avril 2021, il exerce la totalité de ses 500 options d'achat avec un prix d'exercice de 12 $, qui devaient expirer le même jour, et achète 50 000 actions supplémentaires, portant sa propriété à 200 000 actions GameStop.

## Controverse règlementaire
Le 4 février 2021, il est annoncé que William Galvin (en), le secrétaire du Commonwealth du Massachusetts, avait écrit à l'ancien employeur de Gill, MassMutual, pour enquêter sur la question de savoir si Gill ou la société avait enfreint ou non les règles liées à ses activités de promotion de l'action GameStop. Une semaine plus tôt, Galvin avait appelé à une suspension de 30 jours de la négociation des titres GameStop et avait insisté sur le fait que le cours de l'action était "irrationnel",.
Gill témoigne devant le comité des services financiers de la Chambre le 18 février 2021, en disant: "Je n'ai sollicité personne pour acheter ou vendre l'action à mon propre profit" et "j'aime l'action" ("I like the stock"). En septembre 2021, MassMutual est condamné à une amende de 4 millions de dollars par les régulateurs du Massachusetts pour ne pas avoir supervisé les activités commerciales et en ligne de Gill. L'ordonnance de consentement émise par le bureau du secrétaire Galvin contre MassMutual allègue que Gill avait exécuté environ 1 700 transactions au nom de trois autres personnes et semblait destinée à suggérer que Gill s'était livré à une manipulation du cours de l'action de GameStop. Cependant, un avocat de Gill déclare que ces transactions avaient été exécutées pour "trois membres de la famille" et que "moins de 5% des transactions sur ces comptes étaient dans GME", ce qui laisse supposer que le bureau du secrétaire Galvin avait sélectivement omis les détails de la conduite de Gill,.
En octobre 2021, la Securities and Exchange Commission publie un rapport de 45 pages qui reconnait que "les gens peuvent être en désaccord sur les perspectives de GameStop" et qu'il n'y a pas eu de manipulation du marché.

## Dans la culture populaire
En 2023, il est incarné par Paul Dano dans le film Dumb Money de Craig Gillespie.